# さらさらの川
「さらさらの川」（さらさらのかわ）は、2004年1月1日に発売された前田有紀の5枚目のシングル。

## 収録曲
1. さらさらの川（4分21秒）
作詞：上田紅葉／作曲：川口真／編曲：小西貴雄
2. それは不思議（4分6秒）
作詞：上田紅葉／作曲：川口真／編曲：小西貴雄
3. さらさらの川 (オリジナル・カラオケ)
4. それは不思議 (オリジナル・カラオケ)